# Monohelea dorsotaeniata
Monohelea dorsotaeniata är en tvåvingeart som beskrevs av Clastrier 1985. Monohelea dorsotaeniata ingår i släktet Monohelea och familjen svidknott.
Artens utbredningsområde är Nya Kaledonien. Inga underarter finns listade i Catalogue of Life.